# Вероника горная
Вероника горная (лат. Veronica montana) — многолетнее травянистое растение, вид рода Вероника (Veronica) семейства Подорожниковые (Plantaginaceae).

## Распространение и экология
Западная Европа: все страны, кроме Фенноскандии (указана лишь для Южной Швеции), в Испании — до Кастилии на юг; территория бывшего СССР: на крайнем западе в Латвии, Калининградской области, Западная Украина (Тернопольская, Львовская, Закарпатская, Ивано-Франковская и Черновицкая области), Аджария (изолированная часть ареала).
Произрастает по тенистым и влажным местам в буковых и еловых лесах, в горах и предгорьях до 600 м над уровнем моря.

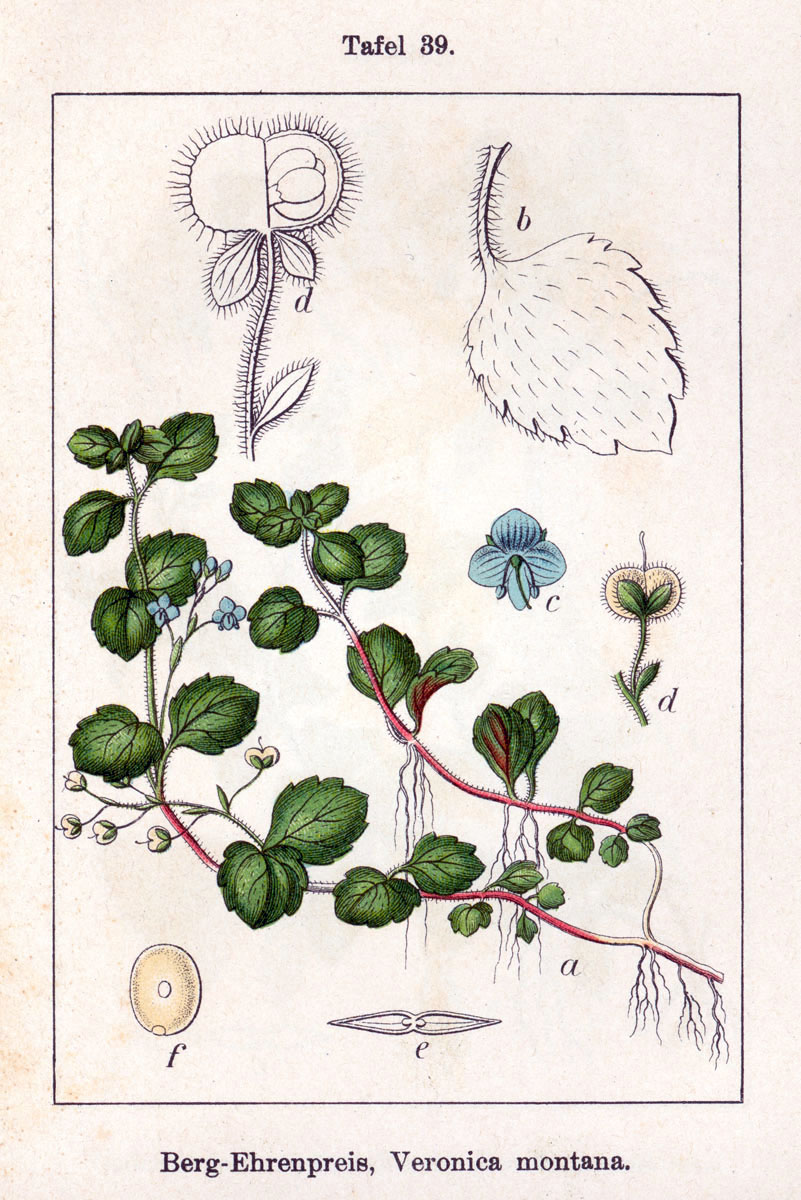

## Ботаническое описание
Стебли высотой 10—15 см, ползучие, тонкие, более менее рассеянно волосистые, в соцветии оттопыренно-волосистые.
Листья на черешками длиной 1—2 см, яйцевидные или сердцевидно-яйцевидные, реже округло-яйцевидные, длиной 1,5—3,5 см, шириной 1—3 см, крупнопильчатые или городчато-пильчатые, с усечённым основанием.
Кисти слабые, рыхлые, 2—7-цветковые, пазушные; цветоножки железистые, в 2—4 раза длиннее чашечки и прицветников, узколинейные, при плодах отклоненные и удлиненные. Чашечка четырёхраздельная, с лопатчато-яйцевидными, островатыми лопастями, довольно крупная, железистая; венчик диаметром 6—12 мм в, бледно-лиловый или сиреневый, иногда беловато-голубой, с тёмными полосками.
Коробочка сплюснутая, почковидная, шириной 0,7—0,8 см, длиной 0,5—0,6 см, превышающая чашечку, широкая, на верхушке слабо выемчатая, по краю зубчато-ресничатая, железистоопушенная. Семена длиной 2 мм, шириной 1,5 мм, щитовидные, почти округлые, плоские с одной стороны, с другой слабо выпуклые, гладкие.

## Таксономия
Вид Вероника горная входит в род Вероника (Veronica) семейства Подорожниковые (Plantaginaceae) порядка Ясноткоцветные (Lamiales).
|  |                                      |  |                                                             |                                                             |                          |  | ещё 21 семейство (согласно Системе APG II) | ещё 21 семейство (согласно Системе APG II) |                     |  |  |  | ещё от 300 до 500 видов |
|  |                                      |  |                                                             |                                                             |                          |  | ещё 21 семейство (согласно Системе APG II) | ещё 21 семейство (согласно Системе APG II) |                     |  |  |  | ещё от 300 до 500 видов |
|  |                                      |  |                                                             | порядок Ясноткоцветные                                      |                          |  |                                            |                                            | род Вероника        |  |  |  |                         |
|  |                                      |  |                                                             | порядок Ясноткоцветные                                      |                          |  |                                            |                                            | род Вероника        |  |  |  |                         |
|  | отдел Цветковые, или Покрытосеменные |  |                                                             |                                                             | семейство Подорожниковые |  |                                            |                                            | вид Вероника горная |  |  |  |                         |
|  | отдел Цветковые, или Покрытосеменные |  |                                                             |                                                             | семейство Подорожниковые |  |                                            |                                            |                     |  |  |  |                         |
|  |                                      |  | ещё 44 порядка цветковых растений (согласно Системе APG II) | ещё 44 порядка цветковых растений (согласно Системе APG II) |                          |  |                                            | ещё 90 родов                               | ещё 90 родов        |  |  |  |                         |
|  |                                      |  |                                                             | ещё 44 порядка цветковых растений (согласно Системе APG II) |                          |  |                                            |                                            | ещё 90 родов        |  |  |  |                         |